# Paradise (Nevada)
Paradise önálló önkormányzattal nem rendelkező város (CDP), Las Vegas része. A Nevada állambeli Clark megyében található. A város vezetését a megyei szervezetek látják el. A várost 1950-ben alapították. Lakossága a 2020-as népszámláláskor 191 238 fő volt, ezzel az ötödik legnépesebb CDP az Egyesült Államokban; ha bejegyzett város lenne, akkor az ötödik legnagyobb lenne Nevadában.
Paradise-ban található a Harry Reid nemzetközi repülőtér, a Nevadai Egyetem, Las Vegas (UNLV), a Las Vegas Strip nagy része, valamint Las Vegas környékének legtöbb turisztikai látványossága (kivéve a belvárost). Azonban minden Paradise-i cím, valamint a Las Vegas-völgy más, nem be nem épített területei is „Las Vegas, NV” címet viselnek.

## Népesség
A 2000-es népszámlálás adatai szerint Paradise az Amerikai Egyesült Államok legnagyobb önálló önkormányzattal nem rendelkező közössége.
A lakossága az 1970-es 24477-ről 223 167-re nőtt 2010-re. A lakosok nagy része Las Vegas szállodáiban és kaszinóiban, és az azokat ellátó szolgáltató vállalatoknál dolgozik.
| 2010 | 223 167 |
| 2020 | 191 238 |

## Kultúra

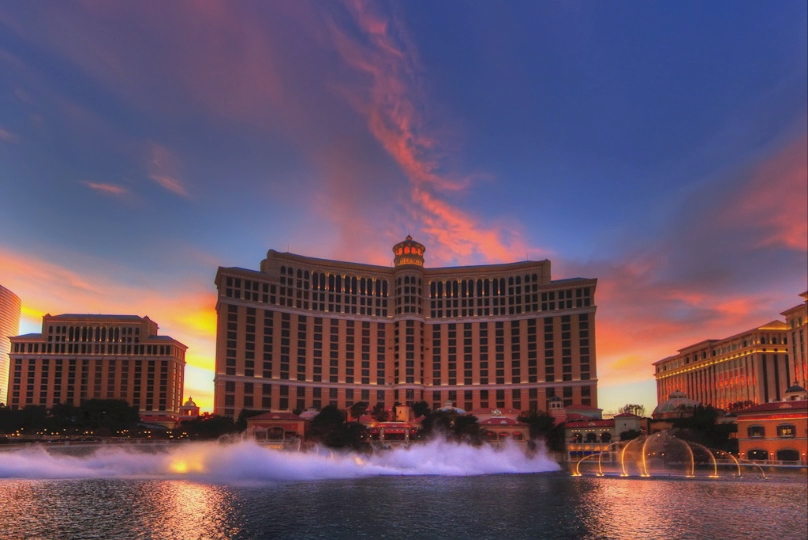
A Bellagio alkonyatkor

- Akhob by James Turrell
- Allegiant Stadion
- The Art of Richard MacDonald
- Bellagio Gallery of Fine Art
- Bliss Dance
- Chihuly Art Gallery
- Las Vegas Little Theater
- Las Vegas Philharmonic Orchestra
- Martin Lawrence Galleries
- Nevada Ballet Theatre
- P3 Art Studio
- National Atomic Testing Museum
- Liberace Museum
- Marjorie Barrick Museum of Art
- T-Mobile Arena
- Sphere